# Министерство образования и науки Португалии
Министерство образования и науки Португалии отвечает за определение, координацию, осуществление и оценку национальной политики, направленную на систему общего и высшего образования, науки и информационного общества, формулирование политики квалификации и обучения.

## Организационная структура
Министру образования и науки помогают следующие государственные секретари:
- Государственный секретарь по высшему образованию;
- Государственный секретарь по науке;
- Государственный секретарь по вопросам образования и школьной администрации;
- Госсекретарь по вопросам базового и среднего образования.

## История
- Министерство народного просвещения (1870—1870)
- Министерство Королевства (1870—1890)
- Министерство народного просвещения и изящных искусств (1890—1892)
- Министерство образования (1913—1974)
- Министерство образования и культуры (1974—1975)
- Министерство образования и научных исследований (1975—1978)
- Министерство образования и культуры (1978—1978)
- Министерство образования и научных исследований (1978—1979)
- Министерство образования (1979—1980)
- Министерство образования и науки (1980—1981)
- Министерство образования и университетов (1981—1982)
- Министерство образования (1982—1985)
- Министерство образования и культуры (1985—1987)
- Министерство образования (1987—2011)
- Министерство образования и науки (2011—)

В период с 2002 по 2011 год, за высшее образование другие министерства под следующими именами:
- Министерство науки и высшего образования (2002—2004)
- Министерство науки, инноваций и высшего образования (2004—2005)
- Министерство науки, технологии и высшего образования (2005—2011)